# 영흥도

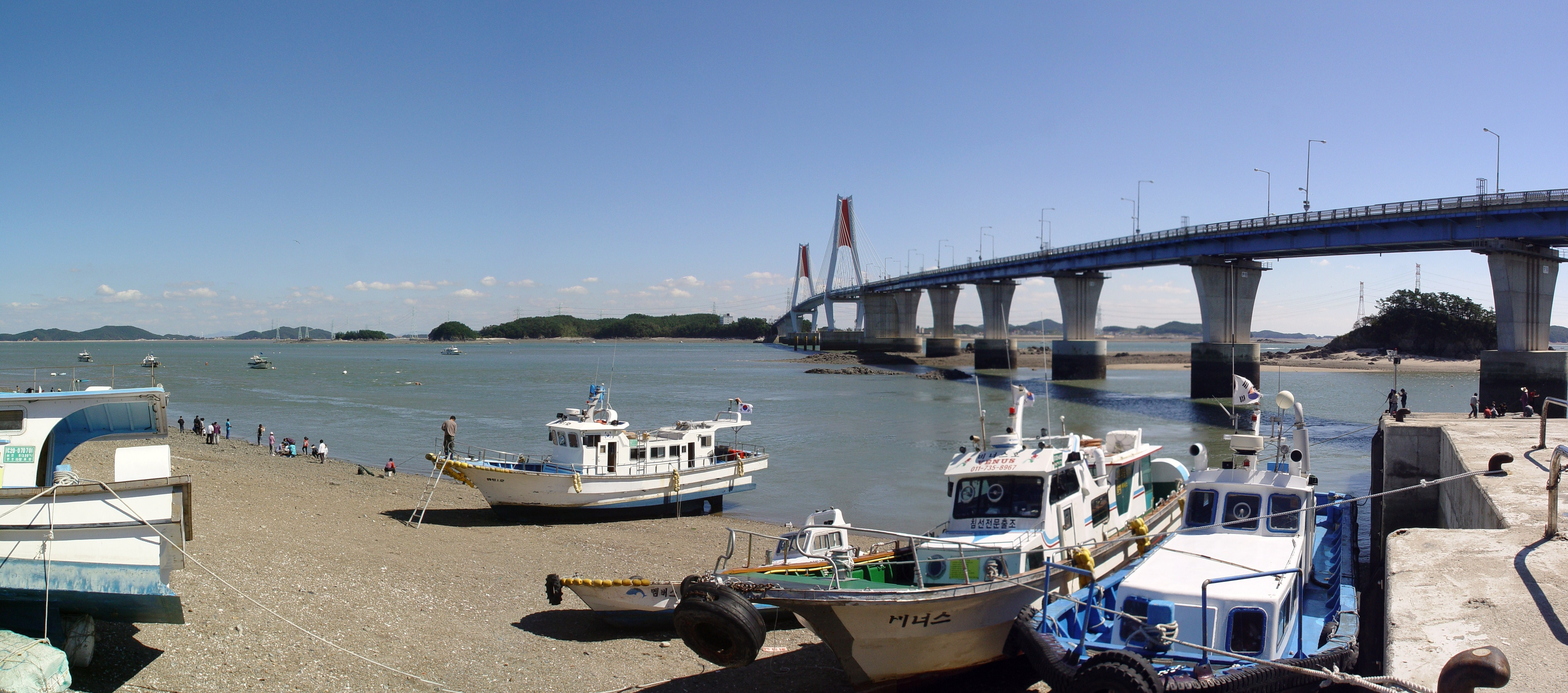
영흥도에서 바라본 영흥대교

십리포해수욕장

영흥도(靈興島)는 인천광역시 옹진군 영흥면에 속하는 섬으로, 면적은 23.46 km2, 해안선 길이는 42.2 km, 최고봉은 127.7 m이다. 인구는 2015년 12월 말 주민등록 기준으로 4,917 명이다.
영흥도는 2001년 11월 15일 선재도와 영흥대교로 연결되어, 선재도와 선재대교, 대부도를 거치는 도로로 육지와 연결되어 있다. 영흥면 외리에는 수도권 지역에 전기를 공급하는 대규모 화력 발전소가 설치되어 있다.

## 역사 및 유래
영흥도는 신석기 시대부터 사람들이 거주하기 시작하였으며, 마한, 백제의 영토였다가 고구려를 거쳐 553년 신라의 영토가 되었다. 고려 현종 9년(1018년)에 수주에 속하였다가 이후 인주에 편입되었고, 조선시대에는 남양도호부의 관할이었다.
1914년 4월 1일 일제의 행정구역 통폐합 때 대부도와 함께 부천군에 편입되었다. 1973년 7월 1일 부천군이 폐지되면서 경기만의 다른 섬들과 함께 경기도 옹진군에 편입되었고, 1995년 3월 1일 옹진군이 인천광역시에 합쳐졌다.

## 전설
영흥도의 전설은 탑골우물과 비운의 김장사라는 두 가지 이야기가 있다.
- "탑골 우물"은 영흥면 내4리 입구에 탑골우물이라 불리는 우물이 하나 있었으며, 마을 사람들이 탑을 허물어 우물을 만들어졌기 때문이다.
- "비운의 김장사"는 영흥도에서 장사가 태어났는데, 부모가 벌을 받을까봐 아이의 두 팔을 잘랐으며, 아이가 성장하여 가출하고 나중에 나루터 사공이 되었다는 이야기다.[4]

## 어항
선재도에서 영흥대교를 건너면 바로 아래에 진두항(진두선착장)이 있다. 진두항은 지방어항이다.

## 관광 명소
영흥도의 주요 관광명소는 다음과 같다.
- 영흥도전적비
- 통일사
- 영흥대교
- 서어나무군락지
- 십리포해수욕장
- 장경리해수욕장

## 같이 보기
- 선재도
- 대부도
- 영흥로
- X-ray 작전